# 联合民主阵线

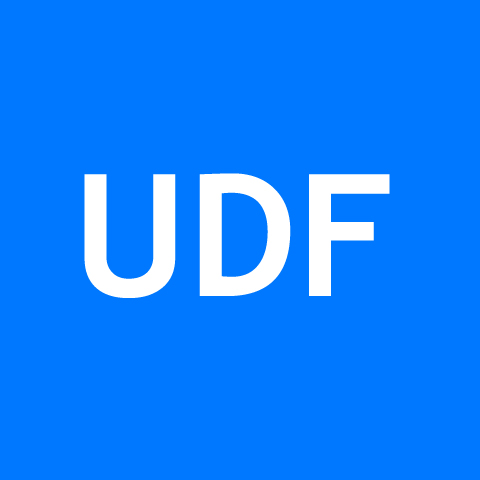
联合民主阵线标志

联合民主阵线（英語：United Democratic Front，缩写为UDF）是印度喀拉拉邦的一个大帐篷政党联盟，成立于1979年。

## 目前的成员
- 印度国民大会党
- 印度联合穆斯林联盟（英语：Indian Union Muslim League）
- 喀拉拉大会（英语：Kerala Congress）
- 喀拉拉大会（雅各布）（英语：Kerala Congress (Jacob)）
- 革命社会党
- 喀拉拉民主党（英语：Kerala Democratic Party）
- 印度革命马克思主义党
- 共产主义马克思主义党
- 全国人民党
- 保卫民主协会
- 全印前进同盟